# マッキア・ディゼルニア
マッキア・ディゼルニア（イタリア語: Macchia d'Isernia）は、イタリア共和国モリーゼ州イゼルニア県にある、人口約1,100人の基礎自治体（コムーネ）。

## 地理

### 位置・広がり
イゼルニア県南西部のコムーネである。

#### 隣接コムーネ
隣接するコムーネは以下の通り。
- コッリ・ア・ヴォルトゥルノ
- フォルネッリ
- イゼルニア
- モンテロドゥーニ
- サンタガーピト

## 経済・産業
自動車メーカーであるDRモーター・カンパニーは、当地に本社を置く。